# Jaguar XJR-7
Chronologie des modèles
Jaguar XJR-5 Jaguar XJR-9
La Jaguar XJR-7 est une voiture de course développée et construite par  Group 44, Inc.'s pour Jaguar dans le but de participer, à partir de 1985, au Championnat IMSA GT. Les Jaguar XJR-7 ont concouru jusqu'en 1988, avant que Jaguar la remplace par la Jaguar XJR-9.

## Palmarès
- Championnat IMSA GT :3 Heures de Daytona 1986 (Châssis 002)[1] ;
- Championnat IMSA GT :500 km de Riverside 1987 (Châssis 002)[2] ;
- Championnat IMSA GT :3 Heures de West Palm Beach 1987 (Châssis 001)[2].

## Pilotes
- Claude Ballot-Léna (2)
- Whitney Ganz (1)
- Hurley Haywood (24)
- John Morton (8)
- Brian Redman (13)
- Chip Robinson (17)
- Vern Schuppan (2)
- Bob Tullius (20)